# Phare arrière de Finns Point
Le phare arrière de Finns Point (en anglais : Finns Point Range Light) était un phare  servant de feu d'alignement arrière situé dans le comté de Salem, New Jersey.  Il servait aux navires dans l'entrée du fleuve Delaware dans le canton de Pennsville. 
Il est inscrit au Registre national des lieux historiques depuis le 30 août 1978 sous le n° 78001792 .

## Historique
Il est désactivé depuis 1950 et sa lampe et son objectif ont été retirés, mais le phare est ouvert au public dans le cadre du National Wildlife Refuge. 
Il a été conçu et construit en 1877 et est un exemple classique d'un phare préfabriqué en fonte. Son feu avant associé a été démoli et remplacé par un feu automatisé offshore en 1938. Le feu arrière et le feu avant de remplacement ont été désactivés en 1950.
Identifiant : ARLHS : USA-932  .

### Lien connexe
- Liste des phares du New Jersey